# Hokej na lodzie na Zimowej Uniwersjadzie 2015 – turniej mężczyzn
Turniej mężczyzn rozgrywany był po raz dwudziesty trzeci w historii. Uczestniczyło w nim jedenaście zespołów. Rozgrywki zostały podzielone na dwie fazy. Najpierw wszystkie zespoły zmierzyły się ze sobą w fazie grupowej, w której zostały podzielone na dwie grupy po 4 zespoły i jedną trzy zespołową. Rozgrywki tej fazy rozgrywane są systemem kołowym (każdy z każdym). Zwycięzca każdej z grup awansował do ćwierćfinałów. Do tej fazy rozgrywek bezpośrednio awansowały także dwie drużyny z drugich miejsc z lepszym bilansem punktów. Pozostałe drużyny wystąpiły w meczu o awans do ćwierćfinałów. Zwycięzca pozostał w walce o medale, zaś pokonani systemem kołowym (każdy z każdym) rozgrywali mecze o miejsca 9–11.
Tytuł po raz 11. zdobyli reprezentanci Rosji, którzy w decydującym meczu o zwycięstwo pokonali reprezentację Kazachstanu 3:1.

## Faza grupowa
Legenda:
     Awans do ćwierćfinału z pierwszego miejsca w grupie.
     Awans do ćwierćfinału z drugiego miejsca w grupie.
     Awans do rundy kwalifikacyjnej.

### Grupa A
Tabela
|           | M | Pkt | Z | Zd | Pd | P | G+ | G- | +/− |
| --------- | - | --- | - | -- | -- | - | -- | -- | --- |
| Czechy    | 3 | 9   | 3 | 0  | 0  | 0 | 20 | 5  | +15 |
| Słowacja  | 3 | 6   | 2 | 0  | 0  | 1 | 21 | 9  | +12 |
| Hiszpania | 3 | 3   | 1 | 0  | 0  | 2 | 12 | 10 | +2  |
| Chiny     | 3 | 0   | 0 | 0  | 0  | 3 | 1  | 30 | –29 |

Wyniki
| 4 lutego 2015 | Słowacja | 3:6 | Czechy | Palacio Municipal de Deportes de Granada, Granada |

| Szczegóły      | Szczegóły                                                      | Szczegóły       | Szczegóły | Szczegóły                                                                                |
| -------------- | -------------------------------------------------------------- | --------------- | --- | ---------------------------------------------------------------------------------------- |
| Godzina: 13:30 | M. Trencan (EQ) 14:13 P. Gapa (EQ) 41:13 D. Mihalik (PP) 55:28 | (1:3, 0:2, 2:1) | 01:43 (EQ) J. Kolda 02:52 (EQ) J. Dalecky 17:16 (EQ) P. Skoloud 38:04 (EQ) T. Stastny 38:24 (EQ) J. Dalecky 48:30 (EQ) J. Dalecky | Widzów: 150 Sędzia główny: Andris Ansons Sędziowie liniowi: Timo Heinonen Anders Nyqvist |
| Godzina: 13:30 | 10 min kar                                                     |                 | 37 min kar | Widzów: 150 Sędzia główny: Andris Ansons Sędziowie liniowi: Timo Heinonen Anders Nyqvist |

| 4 lutego 2015 | Chiny | 0:8 | Hiszpania | Palacio Municipal de Deportes de Granada, Granada |

| Szczegóły      | Szczegóły  | Szczegóły       | Szczegóły | Szczegóły                                                                                     |
| -------------- | ---------- | --------------- | --- | --------------------------------------------------------------------------------------------- |
| Godzina: 20:30 |            | (0:1, 0:2, 0:5) | 19:37 (EQ) J. Garcia-Arias 24:08 (EQ) P. Puyuelo 34:32 (EQ) A. Ubieto 40:53 (PP) P. Gonzalez 43:57 (EQ) P. Fuentes 47:42 (EQ) J. Munoz 51:51 (PP) A. Ubieto 55:52 (EQ) A. Betran | Widzów: 1100 Sędzia główny: Tim Tzirtziganis Sędziowie liniowi: Flavio Ambrosetti Lukas Kacej |
| Godzina: 20:30 | 16 min kar |                 | 12 min kar | Widzów: 1100 Sędzia główny: Tim Tzirtziganis Sędziowie liniowi: Flavio Ambrosetti Lukas Kacej |

| 6 lutego 2015 | Hiszpania | 2:5 | Czechy | Palacio Municipal de Deportes de Granada, Granada |

| Szczegóły      | Szczegóły                                     | Szczegóły       | Szczegóły | Szczegóły                                                                                |
| -------------- | --------------------------------------------- | --------------- | --- | ---------------------------------------------------------------------------------------- |
| Godzina: 17:00 | A. Carbonell (EQ) 45:26 C. Quevedo (EQ) 59:26 | (0:1, 0:4, 2:0) | 01:13 (EQ) M. Valasek 26:44 (EQ) F. Vojacek 33:18 (PP2) D. Zachar 34:11 (PP) F. Svaricek 36:03 (EQ) D. Arnost | Widzów: 1850 Sędzia główny: Michael Campbell Sędziowie liniowi: Liu Ren Nathan Vanoosten |
| Godzina: 17:00 | 16 min kar                                    |                 | 6 min kar | Widzów: 1850 Sędzia główny: Michael Campbell Sędziowie liniowi: Liu Ren Nathan Vanoosten |

| 6 lutego 2015 | Słowacja | 13:1 | Chiny | Palacio Municipal de Deportes de Granada, Granada |

| Szczegóły      | Szczegóły | Szczegóły       | Szczegóły         | Szczegóły                                                                                           |
| -------------- | --- | --------------- | ----------------- | --------------------------------------------------------------------------------------------------- |
| Godzina: 20:30 | P. Lunter (EQ) 01:06 E. Piacka (EQ) 04:14 M. Unhak (SH1) 18:09 D. Mihalik (PP2) 25:14 M. Budiak (EQ) 30:42 J. Zlocha (SH1) 33:36 M. Unhak (EQ) 34:35 P. Gapa (EQ) 36:22 K. Baca (EQ) 42:47 N. Ketner (PP) 47:47 P. Lunter (PP) 54:53 J. Zlocha (EQ) 55:53 J. Pardavy (PP) 59:09 | (3:0, 5:1, 5:0) | 28:29 (EQ) Zuo T. | Widzów: 1000 Sędzia główny: Patric Bjalkander Sędziowie liniowi: Flavio Ambrosetti Dmitrij Trofimow |
| Godzina: 20:30 | 14 min kar |                 | 28 min kar        | Widzów: 1000 Sędzia główny: Patric Bjalkander Sędziowie liniowi: Flavio Ambrosetti Dmitrij Trofimow |

| 8 lutego 2015 | Czechy | 9:0 | Chiny | Palacio Municipal de Deportes de Granada, Granada |

| Szczegóły      | Szczegóły | Szczegóły       | Szczegóły  | Szczegóły |
| -------------- | --- | --------------- | ---------- | --- |
| Godzina: 17:00 | D. Zachar (PP) 19:52 F. Matejka (EQ) 27:12 R. Vanek (EQ) 32:22 D. Zachar (EQ) 36:59 R. Vanek (PP2) 43:57 R. Vanek (EQ) 47:30 J. Dalecky (EQ) 55:51 R. Vanek (EQ) 58:27 D. Zachar (EQ) 58:43 | (1:0, 3:0, 5:0) |            | Widzów: 1100 Sędzia główny: Marc Piguillem Perez de Rozas Sędziowie liniowi: Flavio Ambrosetti Nathan Vanoosten |
| Godzina: 17:00 | 4 min kar |                 | 10 min kar | Widzów: 1100 Sędzia główny: Marc Piguillem Perez de Rozas Sędziowie liniowi: Flavio Ambrosetti Nathan Vanoosten |

| 8 lutego 2015 | Hiszpania | 2:5 | Słowacja | Palacio Municipal de Deportes de Granada, Granada |

| Szczegóły      | Szczegóły                                        | Szczegóły       | Szczegóły                                                                                             | Szczegóły                                                                          |
| -------------- | ------------------------------------------------ | --------------- | --- | ---------------------------------------------------------------------------------- |
| Godzina: 20:30 | J. Garcia-Arias (PP) 10:24 P. Fuentes (PP) 59:55 | (1:1, 0:3, 1:1) | 03:01 (EQ) M. Unhak 29:24 (EQ) T. Rusina 32:42 (EQ) E. Piacka 37:04 (EQ) P. Gapa 44:59 (EQ) N. Ketner | Widzów: 5100 Sędzia główny: Jurij Oskirko Sędziowie liniowi: Timo Heinonen Liu Ren |
| Godzina: 20:30 | 12 min kar                                       |                 | 16 min kar                                                                                            | Widzów: 5100 Sędzia główny: Jurij Oskirko Sędziowie liniowi: Timo Heinonen Liu Ren |

### Grupa B
Tabela:
|                  | M | Pkt | Z | Zd | Pd | P | G+ | G- | +/− |
| ---------------- | - | --- | - | -- | -- | - | -- | -- | --- |
| Kanada           | 3 | 9   | 3 | 0  | 0  | 0 | 23 | 4  | +19 |
| Rosja            | 3 | 6   | 2 | 0  | 0  | 1 | 21 | 6  | +15 |
| Szwecja          | 3 | 2   | 0 | 1  | 0  | 2 | 6  | 16 | –10 |
| Korea Południowa | 3 | 1   | 0 | 0  | 1  | 2 | 5  | 29 | –24 |

Wyniki
| 3 lutego 2015 | Korea Południowa | 1:11 | Kanada | Palacio Municipal de Deportes de Granada, Granada |

| Szczegóły      | Szczegóły          | Szczegóły       | Szczegóły | Szczegóły                                                                                              |
| -------------- | ------------------ | --------------- | --- | --- |
| Godzina: 17:00 | G. Han (PP2) 19:36 | (1:1, 0:4, 0:6) | 12:54 (EQ) E.J.M. Pearce 23:44 (PS) T.J. Foster 29:09 (EQ) C.J. Collins 30:46 (EQ) J.L. Hickmott 34:45 (EQ) C.J. Cartier 43:22 (EQ) K.J. King 46:37 (SH1) L.S.J. Koper 50:11 (EQ) K.J. King 56:46 (PP) K.J. King 57:43 (EQ) L.S.J. Koper 58:43 (EQ) C.J. Cartier | Widzów: 320 Sędzia główny: Patric Bjalkander Sędziowie liniowi: Timo Heinonen Gjermund Lorentsen Bakli |
| Godzina: 17:00 | 10 min kar         |                 | 22 min kar | Widzów: 320 Sędzia główny: Patric Bjalkander Sędziowie liniowi: Timo Heinonen Gjermund Lorentsen Bakli |

| 3 lutego 2015 | Rosja | 5:1 | Szwecja | Palacio Municipal de Deportes de Granada, Granada |

| Szczegóły      | Szczegóły | Szczegóły       | Szczegóły                | Szczegóły                                                                                   |
| -------------- | --- | --------------- | ------------------------ | ------------------------------------------------------------------------------------------- |
| Godzina: 20:30 | E. Gimatow (EQ) 04:26 I. Pietriakow (EQ) 13:49 E. Gimatow (EQ) 22:07 O. Lee (EQ) 49:47 A. Fiodorow (EQ) 53:30 | (2:0, 1:1, 2:0) | 28:29 (PP1) S. Bergqvist | Widzów: 800 Sędzia główny: Lassi Heikkinen Sędziowie liniowi: Park Jun-soo Nathan Vanoosten |
| Godzina: 20:30 | 12 min kar |                 | 14 min kar               | Widzów: 800 Sędzia główny: Lassi Heikkinen Sędziowie liniowi: Park Jun-soo Nathan Vanoosten |

| 5 lutego 2015 | Rosja | 13:0 | Korea Południowa | Palacio Municipal de Deportes de Granada, Granada |

| Szczegóły      | Szczegóły | Szczegóły       | Szczegóły | Szczegóły |
| -------------- | --- | --------------- | --------- | --- |
| Godzina: 13:30 | T. Szyngariew (EQ) 00:36 I. Pietriakow (EQ) 03:12 J. Wiksna (EQ) 07:56 M. Klimczuk (EQ) 08:42 A. Fiodorow (EQ) 09:38 A. Lebiediew (EQ) 28:13 S. Barbaszew (EQ) 30:10 J. Kriwczenko (PP) 36:44 S. Barbaszew (EQ) 37:38 J. Wiksna (EQ) 41:08 A. Fiodorow (EQ) 42:54 S. Barbaszew (EQ) 43:05 M. Klimczuk (EQ) 51:59 | (5:0, 4:0, 4:0) |           | Widzów: 85 Sędzia główny: Marc Piguillem Perez de Rozas Sędziowie liniowi: Shunsuke Ichikawa Carlos Trobajo Navarro |
| Godzina: 13:30 | 0 min kar |                 | 6 min kar | Widzów: 85 Sędzia główny: Marc Piguillem Perez de Rozas Sędziowie liniowi: Shunsuke Ichikawa Carlos Trobajo Navarro |

| 5 lutego 2015 | Kanada | 7:0 | Szwecja | Palacio Municipal de Deportes de Granada, Granada |

| Szczegóły      | Szczegóły | Szczegóły       | Szczegóły  | Szczegóły                                                                                               |
| -------------- | --- | --------------- | ---------- | --- |
| Godzina: 17:00 | N.A. Manning (EQ) 10:30 K.A. Reddick (EQ) 11:04 C.J. Collins (EQ) 16:51 E.J.M. Pearce (EQ) 37:54 J.L. Hickmott (EQ) 51:05 T.J. Foster (EQ) 54:40 J.L. Hickmott (PP) 59:12 | (3:0, 1:0, 3:0) |            | Widzów: 850 Sędzia główny: Jurij Oskirko Sędziowie liniowi: Gjermund Lorentsen Bakli Chris van Grinsven |
| Godzina: 17:00 | 8 min kar |                 | 10 min kar | Widzów: 850 Sędzia główny: Jurij Oskirko Sędziowie liniowi: Gjermund Lorentsen Bakli Chris van Grinsven |

| 7 lutego 2015 | Szwecja | 5:4 pk. | Korea Południowa | Palacio Municipal de Deportes de Granada, Granada |

| Szczegóły      | Szczegóły | Szczegóły                 | Szczegóły                                                                | Szczegóły                                                                                         |
| -------------- | --- | ------------------------- | ------------------------------------------------------------------------ | ------------------------------------------------------------------------------------------------- |
| Godzina: 13:30 | S. Bergqvist (PP) 03:30 N. Gronskog (EQ) 10:33 J. Saldeen (EQ) 40:44 D. Andersson (PP) 46:47 D. Andersson (SO) 65:00 | (2:0, 0:2, 2:2, 0:0, 1:0) | 21:11 (EQ) S. Lee 27:52 (PP) S. Yoon 40:59 (EQ) S. Lee 45:51 (SH1) S. Oh | Widzów: 200 Sędzia główny: Tim Tzirtziganis Sędziowie liniowi: Lukas Kacej Carlos Trobajo Navarro |
| Godzina: 13:30 | 10 min kar |                           | 12 min kar                                                               | Widzów: 200 Sędzia główny: Tim Tzirtziganis Sędziowie liniowi: Lukas Kacej Carlos Trobajo Navarro |

| 7 lutego 2015 | Kanada | 5:3 | Rosja | Palacio Municipal de Deportes de Granada, Granada |

| Szczegóły      | Szczegóły | Szczegóły       | Szczegóły                                                               | Szczegóły                                                                                     |
| -------------- | --- | --------------- | ----------------------------------------------------------------------- | --------------------------------------------------------------------------------------------- |
| Godzina: 17:00 | K.A. Reddick (EQ) 20:27 T.W. Fiddler (EQ) 21:36 J.W. Craige (EQ) 36:48 J.W. Craige (PP) 40:33 T.W. Fiddler (SO) 45:47 | (0:2, 3:1, 2:0) | 07:53 (EQ) I. Pietriakow 12:42 (EQ) R. Rafikow 30:16 (PP) J. Kriwczenko | Widzów: 2600 Sędzia główny: Andris Ansons Sędziowie liniowi: Shunsuke Ichikawa Anders Nyqvist |
| Godzina: 17:00 | 24 min kar |                 | 12 min kar                                                              | Widzów: 2600 Sędzia główny: Andris Ansons Sędziowie liniowi: Shunsuke Ichikawa Anders Nyqvist |

### Grupa C
Tabela:
|                   | M | Pkt | Z | Zd | Pd | P | G+ | G- | +/− |
| ----------------- | - | --- | - | -- | -- | - | -- | -- | --- |
| Kazachstan        | 2 | 4   | 1 | 0  | 1  | 0 | 5  | 5  | 0   |
| Japonia           | 2 | 3   | 1 | 0  | 0  | 1 | 5  | 5  | 0   |
| Stany Zjednoczone | 2 | 2   | 0 | 1  | 0  | 1 | 5  | 5  | 0   |

Wyniki
| 3 lutego 2015 | Kazachstan | 3:2 | Japonia | Palacio Municipal de Deportes de Granada, Granada |

| Szczegóły      | Szczegóły                                                           | Szczegóły       | Szczegóły                                   | Szczegóły                                                                                 |
| -------------- | ------------------------------------------------------------------- | --------------- | ------------------------------------------- | ----------------------------------------------------------------------------------------- |
| Godzina: 13:30 | R. Safin (EQ) 26:04 G. Niestierow (EQ) 37:38 I. Kowzałow (EQ) 58:38 | (0:0, 2:1, 1:1) | 23:30 (EQ) M. Furuhashi 54:25 (EQ) H. Satoh | Widzów: 257 Sędzia główny: Michael Campbell Sędziowie liniowi: Liu Ren Chris van Grinsven |
| Godzina: 13:30 | 12 min kar                                                          |                 | 8 min kar                                   | Widzów: 257 Sędzia główny: Michael Campbell Sędziowie liniowi: Liu Ren Chris van Grinsven |

| 5 lutego 2015 | Stany Zjednoczone | 2:3 | Japonia | Palacio Municipal de Deportes de Granada, Granada |

| Szczegóły      | Szczegóły                                 | Szczegóły       | Szczegóły                                                       | Szczegóły                                                                                |
| -------------- | ----------------------------------------- | --------------- | --------------------------------------------------------------- | ---------------------------------------------------------------------------------------- |
| Godzina: 20:30 | B. Balent (PS) 53:46 C. Joseph (PP) 58:46 | (0:0, 0:1, 2:2) | 36:30 (SH1) M. Omuku 40:49 (PP) K. Kawamura 44:56 (PP) I. Ikeda | Widzów: 1250 Sędzia główny: Tomas Horak Sędziowie liniowi: Park Jun-soo Dmitrij Trofimow |
| Godzina: 20:30 | 18 min kar                                |                 | 20 min kar                                                      | Widzów: 1250 Sędzia główny: Tomas Horak Sędziowie liniowi: Park Jun-soo Dmitrij Trofimow |

| 7 lutego 2015 | Kazachstan | 2:3 pk. | Stany Zjednoczone | Palacio Municipal de Deportes de Granada, Granada |

| Szczegóły      | Szczegóły                                     | Szczegóły                 | Szczegóły                                                        | Szczegóły                                                                                            |
| -------------- | --------------------------------------------- | ------------------------- | ---------------------------------------------------------------- | --- |
| Godzina: 20:30 | D. Kienbajew (PP) 29:37 P. Zjatkow (EQ) 59:01 | (0:1, 1:1, 1:0, 0:0, 0:1) | 07:52 (EQ) L. Hannon 21:29 (PP) B. Bodette 65:00 (SO) B. Johnson | Widzów: 2350 Sędzia główny: Lassi Heikkinen Sędziowie liniowi: Gjermund Lorentsen Bakli Park Jun-soo |
| Godzina: 20:30 | 6 min kar                                     |                           | 22 min kar                                                       | Widzów: 2350 Sędzia główny: Lassi Heikkinen Sędziowie liniowi: Gjermund Lorentsen Bakli Park Jun-soo |

## Faza pucharowa

### Runda kwalifikacyjna
| 10 lutego 2015 | Japonia | 12:3 | Chiny | Palacio Municipal de Deportes de Granada, Granada |

| Szczegóły      | Szczegóły | Szczegóły       | Szczegóły                                           | Szczegóły                                                                                             |
| -------------- | --- | --------------- | --------------------------------------------------- | --- |
| Godzina: 13:30 | M. Furuhashi (PP) 01:36 M. Furuhashi (EQ) 07:20 I. Ikeda (EQ) 08:28 T. Konno (EQ) 18:19 M. Furuhashi (PP) 33:33 I. Ikeda (EQ) 41:57 I. Ikeda (PP) 44:55 K. Kawamura (PP) 47:16 H. Satoh (PP2) 51:13 T. Konno (EQ) 54:51 K. Kawamura (EQ) 56:01 S. Tateda (EQ) 59:22 | (4:2, 1:1, 7:0) | 08:48 (EQ) Lu H. 17:28 (PP) Wu H. 38:02 (PP2) Lu H. | Widzów: 300 Sędzia główny: Patric Bjalkander Sędziowie liniowi: Anders Nyqvist Carlos Trobajo Navarro |
| Godzina: 13:30 | 35 min kar |                 | 30 min kar                                          | Widzów: 300 Sędzia główny: Patric Bjalkander Sędziowie liniowi: Anders Nyqvist Carlos Trobajo Navarro |

| 10 lutego 2015 | Stany Zjednoczone | 4:1 | Szwecja | Palacio Municipal de Deportes de Granada, Granada |

| Szczegóły      | Szczegóły                                                                             | Szczegóły       | Szczegóły               | Szczegóły                                                                                           |
| -------------- | ------------------------------------------------------------------------------------- | --------------- | ----------------------- | --------------------------------------------------------------------------------------------------- |
| Godzina: 17:00 | N. Zern (EQ) 30:31 B. Balent (EQ) 50:57 C. Schmidt (PP) 52:00 E. McGovern (SH1) 56:54 | (0:0, 1:1, 3:0) | 27:52 (PP) T. Hertzberg | Widzów: 800 Sędzia główny: Michael Campbell Sędziowie liniowi: Lukas Kacej Gjermund Lorentsen Bakli |
| Godzina: 17:00 | 28 min kar                                                                            |                 | 32 min kar              | Widzów: 800 Sędzia główny: Michael Campbell Sędziowie liniowi: Lukas Kacej Gjermund Lorentsen Bakli |

| 10 lutego 2015 | Hiszpania | 3:4 | Korea Południowa | Palacio Municipal de Deportes de Granada, Granada |

| Szczegóły      | Szczegóły                                                            | Szczegóły       | Szczegóły                                                             | Szczegóły                                                                                       |
| -------------- | -------------------------------------------------------------------- | --------------- | --------------------------------------------------------------------- | ----------------------------------------------------------------------------------------------- |
| Godzina: 20:30 | G. Gonzalez (EQ) 11:53 G. Gonzalez (EQ) 21:20 P. Gonzalez (EQ) 48:44 | (1:3, 1:0, 0:1) | 05:27 (EQ) S. Oh 07:34 (EQ) J. Ha 13:42 (EQ) G. Han 48:31 (EQ) S. Lee | Widzów: 2650 Sędzia główny: Tomas Horak Sędziowie liniowi: Shunsuke Ichikawa Chris van Grinsven |
| Godzina: 20:30 | 6 min kar                                                            |                 | 8 min kar                                                             | Widzów: 2650 Sędzia główny: Tomas Horak Sędziowie liniowi: Shunsuke Ichikawa Chris van Grinsven |

### Mecze o miejsca 9-11.
Tabela:
|           | M | Pkt | Z | Zd | Pd | P | G+ | G- | +/− |
| --------- | - | --- | - | -- | -- | - | -- | -- | --- |
| Szwecja   | 2 | 6   | 2 | 0  | 0  | 0 | 9  | 1  | +8  |
| Hiszpania | 2 | 3   | 1 | 0  | 0  | 1 | 9  | 7  | +2  |
| Chiny     | 2 | 0   | 0 | 0  | 0  | 2 | 2  | 12 | –10 |

Wyniki
| 12 lutego 2015 | Szwecja | 5:1 | Hiszpania | Palacio Municipal de Deportes de Granada, Granada |

| Szczegóły      | Szczegóły | Szczegóły       | Szczegóły           | Szczegóły                                                                                |
| -------------- | --- | --------------- | ------------------- | ---------------------------------------------------------------------------------------- |
| Godzina: 13:30 | F. Jigmalm (EQ) 08:25 D. Jonsson (EQ) 12:49 M. Ortevall (EQ) 30:40 E. Lyrvall (PP) 33:27 J. Ronneback Thomson (EQ) 34:50 | (2:1, 3:0, 0:0) | 01:45 (PP) J. Munoz | Widzów: 350 Sędzia główny: Tomas Horak Sędziowie liniowi: Lukas Kacej Chris van Grinsven |
| Godzina: 13:30 | 8 min kar |                 | 47 min kar          | Widzów: 350 Sędzia główny: Tomas Horak Sędziowie liniowi: Lukas Kacej Chris van Grinsven |

| 13 lutego 2015 | Hiszpania | 8:2 | Chiny | Palacio Municipal de Deportes de Granada, Granada |

| Szczegóły      | Szczegóły | Szczegóły       | Szczegóły                             | Szczegóły                                                                                  |
| -------------- | --- | --------------- | ------------------------------------- | ------------------------------------------------------------------------------------------ |
| Godzina: 13:30 | P. Fuentes (EQ) 17:03 J.F. Bravo (EQ) 25:38 J. Munoz (PP2) 28:06 J. Garcia-Arias (EQ) 30:45 J. Garcia-Arias (EQ) 33:56 J. Munoz (PP2) 40:25 J. Garcia-Arias (PP) 48:54 J. Munoz (EQ) 49:43 | (1:0, 4:1, 3:1) | 35:17 (EQ) Yu M. 47:21 (SH1) Zhang Z. | Widzów: 200 Sędzia główny: Andris Ansons Sędziowie liniowi: Shunsuke Ichikawa Park Jun-soo |
| Godzina: 13:30 | 14 min kar |                 | 34 min kar                            | Widzów: 200 Sędzia główny: Andris Ansons Sędziowie liniowi: Shunsuke Ichikawa Park Jun-soo |

| 14 lutego 2015 | Chiny | 0:4 | Szwecja | Pabellón de Mulhacen, Granada |

| Szczegóły      | Szczegóły  | Szczegóły       | Szczegóły                                                                                   | Szczegóły                                                                                    |
| -------------- | ---------- | --------------- | ------------------------------------------------------------------------------------------- | -------------------------------------------------------------------------------------------- |
| Godzina: 11:00 |            | (0:2, 0:0, 0:2) | 03:00 (EQ) M. Ortevall 11:48 (EQ) N. Gronskog 43:31 (EQ) D. Jonsson 53:17 (PP1) N. Gronskog | Widzów: 50 Sędzia główny: Tim Tzirtziganis Sędziowie liniowi: Lukas Kacej Chris van Grinsven |
| Godzina: 11:00 | 10 min kar |                 | 16 min kar                                                                                  | Widzów: 50 Sędzia główny: Tim Tzirtziganis Sędziowie liniowi: Lukas Kacej Chris van Grinsven |

### Mecze o miejsca 5-8.
| 12 lutego 2015 | Słowacja | 5:4 pk. | Stany Zjednoczone | Pabellón de Mulhacen, Granada |

| Szczegóły      | Szczegóły                                                                                           | Szczegóły                       | Szczegóły                                                                             | Szczegóły                                                                             |
| -------------- | --------------------------------------------------------------------------------------------------- | ------------------------------- | ------------------------------------------------------------------------------------- | ------------------------------------------------------------------------------------- |
| Godzina: 17:00 | T. Rusina (EQ) 01:02 R. Hus (EQ) 01:31 T. Rusina (EQ) 14:17 E. Piacka (EQ) 19:42 P. Gapa (SO) 65:00 | (4:1, 0:2, 0:1, d. 0:0, k. 1:0) | 16:54 (PP) J. Breslin 24:58 (EQ) L. Hannon 33:13 (SH1) C. Joseph 59:55 (EQ) S. Murphy | Widzów: 375 Sędzia główny: Jurij Oskirko Sędziowie liniowi: Flavio Ambrosetti Liu Ren |
| Godzina: 17:00 | 16 min kary                                                                                         |                                 | 16 min kary                                                                           | Widzów: 375 Sędzia główny: Jurij Oskirko Sędziowie liniowi: Flavio Ambrosetti Liu Ren |

| 12 lutego 2015 | Korea Południowa | 1:4 | Japonia | Pabellón de Mulhacen, Granada |

| Szczegóły      | Szczegóły        | Szczegóły       | Szczegóły                                                                              | Szczegóły |
| -------------- | ---------------- | --------------- | -------------------------------------------------------------------------------------- | --- |
| Godzina: 20:30 | J. Ha (EQ) 04:44 | (1:1, 0:0, 0:3) | 07:57 (EQ) K. Tanaka 42:01 (EQ) K. Kawamura 46:01 (EQ) M. Omuku 48:25 (PP) Y. Yokoyama | Widzów: 250 Sędzia główny: Marc Piguillem Perez de Rosaz Sędziowie liniowi: Gjermund Lorentsen Bakli Carlos Trobajo Navarro |
| Godzina: 20:30 | 22 min kary      |                 | 40 min kary                                                                            | Widzów: 250 Sędzia główny: Marc Piguillem Perez de Rosaz Sędziowie liniowi: Gjermund Lorentsen Bakli Carlos Trobajo Navarro |

Mecz o 7. miejsce
| 13 lutego 2015 | Stany Zjednoczone | 8:3 | Korea Południowa | Pabellón de Mulhacen, Granada |

| Szczegóły      | Szczegóły | Szczegóły       | Szczegóły                                               | Szczegóły                                                                                              |
| -------------- | --- | --------------- | ------------------------------------------------------- | --- |
| Godzina: 17:00 | J. Breslin (EQ) 08:56 N. Zern (PP) 22:45 E. Solorzano (EQ) 26:16 J. Breslin (EQ) 34:44 J. Olen (EQ) 35:16 S. Brewster (EQ) 44:07 J-P. Kascsak (EQ) 50:57 S. Brewster (EQ) 53:58 | (1:1, 4:0, 3:2) | 02:38 (EQ) H. Cho 47:29 (EQ) Y. Kang 54:39 (EQ) Y. Kang | Widzów: 250 Sędzia główny: Marc Piguillem Perez de Rosaz Sędziowie liniowi: Liu Ren Chris van Grinsven |
| Godzina: 17:00 | 6 min kary |                 | 6 min kary                                              | Widzów: 250 Sędzia główny: Marc Piguillem Perez de Rosaz Sędziowie liniowi: Liu Ren Chris van Grinsven |

Mecz o 5. miejsce
| 13 lutego 2015 | Słowacja | 8:3 | Japonia | Pabellón de Mulhacen, Granada |

| Szczegóły      | Szczegóły | Szczegóły       | Szczegóły                                                          | Szczegóły                                                                                                 |
| -------------- | --- | --------------- | ------------------------------------------------------------------ | --- |
| Godzina: 20:30 | P. Gapa (EQ) 04:44 M. Trencan (EQ) 14:49 T. Rusina (PP) 21:17 E. Piacka (EQ) 46:51 P. Gapa (EQ) 56:26 P. Gapa (EQ) 57:32 P. Szabo (EQ) 57:43 M. Trencan (EQ) 59:48 | (2:1, 1:1, 5:1) | 12:51 (EQ) S. Nakajima 29:32 (EQ) M. Furuhashi 48:34 (PP) I. Ikeda | Widzów: 250 Sędzia główny: Tomas Horak Sędziowie liniowi: Gjermund Lorentsen Bakli Carlos Trobajo Navarro |
| Godzina: 20:30 | 24 min kary |                 | 8 min kary                                                         | Widzów: 250 Sędzia główny: Tomas Horak Sędziowie liniowi: Gjermund Lorentsen Bakli Carlos Trobajo Navarro |

## Faza pucharowa
|  |                   |                   |                |                |   |           |                |                |                   |                   |                   |       |       |
|  | Ćwierćfinały      | Ćwierćfinały      | Ćwierćfinały   |                |   | Półfinały | Półfinały      | Półfinały      |                   |                   | Finał             | Finał | Finał |
|  | Ćwierćfinały      | Ćwierćfinały      | Ćwierćfinały   |                |   | Półfinały | Półfinały      | Półfinały      |                   |                   | Finał             | Finał | Finał |
|  | 11 lutego 2015    |                   |                |                |   |           |                |                |                   |                   |                   |       |       |
|  |                   |                   |                |                |   |           |                |                |                   |                   |                   |       |       |
|  | Rosja             | Rosja             | 7              |                |   |           |                |                |                   |                   |                   |       |       |
|  | Rosja             | Rosja             | 7              | 13 lutego 2015 |   |           |                |                |                   |                   |                   |       |       |
|  | Słowacja          | Słowacja          | 0              |                |   |           |                |                |                   |                   |                   |       |       |
|  | Słowacja          | Słowacja          | 0              |                |   | Rosja     | Rosja          | 3              |                   |                   |                   |       |       |
|  | 11 lutego 2015    |                   |                |                |   | Rosja     | Rosja          | 3              |                   |                   |                   |       |       |
|  |                   |                   | Kanada         | Kanada         | 2 |           |                |                |                   |                   |                   |       |       |
|  | Kanada            | Kanada            | Kanada         | Kanada         | 2 | 4         |                |                |                   |                   |                   |       |       |
|  | Kanada            | Kanada            |                |                |   | 4         | 14 lutego 2015 |                |                   |                   |                   |       |       |
|  | Stany Zjednoczone | Stany Zjednoczone | 0              |                |   |           |                |                |                   |                   |                   |       |       |
|  | Stany Zjednoczone | Stany Zjednoczone | 0              |                |   | Rosja     | Rosja          | 3              |                   |                   |                   |       |       |
|  | 11 lutego 2015    |                   |                |                |   | Rosja     | Rosja          | 3              |                   |                   |                   |       |       |
|  |                   |                   | Kazachstan     | Kazachstan     | 1 |           |                |                |                   |                   |                   |       |       |
|  | Czechy            | Czechy            | Kazachstan     | Kazachstan     | 1 | 12        |                |                |                   |                   |                   |       |       |
|  | Czechy            | Czechy            | 13 lutego 2015 |                |   | 12        |                |                |                   |                   |                   |       |       |
|  | Korea Południowa  | Korea Południowa  | 0              |                |   |           |                |                |                   |                   |                   |       |       |
|  | Korea Południowa  | Korea Południowa  | 0              |                |   | Czechy    | Czechy         | 1              | Mecz o 3. miejsce | Mecz o 3. miejsce | Mecz o 3. miejsce |       |       |
|  | 11 lutego 2015    |                   |                |                |   | Czechy    | Czechy         | 1              | Mecz o 3. miejsce | Mecz o 3. miejsce | Mecz o 3. miejsce |       |       |
|  |                   |                   | Kazachstan     | Kazachstan     | 2 |           |                | 14 lutego 2015 | 14 lutego 2015    | 14 lutego 2015    |                   |       |       |
|  | Kazachstan        | Kazachstan        | Kazachstan     | Kazachstan     | 2 | 4         |                | 14 lutego 2015 | 14 lutego 2015    | 14 lutego 2015    |                   |       |       |
|  | Kazachstan        | Kazachstan        |                |                |   |           |                | Kanada         | Kanada            | 6                 |                   |       |       |
|  | Japonia           | Japonia           | 1              |                |   |           |                |                | Kanada            | 6                 |                   |       |       |
|  | Japonia           | Japonia           | 1              |                |   |           |                | Czechy         | Czechy            | 2                 |                   |       |       |
|  |                   |                   |                |                |   |           |                |                | Czechy            | 2                 |                   |       |       |

### Ćwierćfinały
| 11 lutego 2015 | Rosja | 7:0 | Słowacja | Palacio Municipal de Deportes de Granada, Granada |

| Szczegóły      | Szczegóły | Szczegóły       | Szczegóły  | Szczegóły |
| -------------- | --- | --------------- | ---------- | --- |
| Godzina: 13:30 | E. Gimatow (EQ) 08:37 J. Kriwczenko (PP) 15:40 E. Gimatow (EQ) 16:08 J. Kriwczenko (PP) 49:25 E. Gimatow (EQ) 50:46 J. Sołowjow (PP) 55:41 J. Wiksna (PP) 57:49 | (3:0, 0:0, 4:0) |            | Widzów: 300 Sędzia główny: Patric Bjalkander Lassi Heikkinen Sędziowie liniowi: Flavio Ambrosetti Nathan Vanoosten |
| Godzina: 13:30 | 10 min kar |                 | 12 min kar | Widzów: 300 Sędzia główny: Patric Bjalkander Lassi Heikkinen Sędziowie liniowi: Flavio Ambrosetti Nathan Vanoosten |

| 11 lutego 2015 | Czechy | 12:0 | Korea Południowa | Palacio Municipal de Deportes de Granada, Granada |

| Szczegóły      | Szczegóły | Szczegóły       | Szczegóły | Szczegóły |
| -------------- | --- | --------------- | --------- | --- |
| Godzina: 17:00 | J. Dalecky (PP) 02:29 J. Dalecky (EQ) 05:05 J. Mueller (EQ) 14:51 F. Svaricek (EQ) 15:22 D. Arnost (EQ) 16:26 M. Gutwald (PP) 21:38 D. Novak (EQ) 26:37 J. Mueller (EQ) 32:55 J. Mueller (PP) 37:56 D. Novak (EQ) 48:40 P. Skoloud (EQ) 54:58 L. Vrana (EQ) 59:35 | (5:0, 4:0, 3:0) |           | Widzów: 850 Sędzia główny: Michael Campbell Tim Tzirtziganis Sędziowie liniowi: Shunsuke Ichikawa Carlos Trobajo Navarro |
| Godzina: 17:00 | 6 min kar |                 | 8 min kar | Widzów: 850 Sędzia główny: Michael Campbell Tim Tzirtziganis Sędziowie liniowi: Shunsuke Ichikawa Carlos Trobajo Navarro |

| 11 lutego 2015 | Kanada | 4:0 | Stany Zjednoczone | Palacio Municipal de Deportes de Granada, Granada |

| Szczegóły      | Szczegóły                                                                                       | Szczegóły       | Szczegóły  | Szczegóły                                                                                               |
| -------------- | ----------------------------------------------------------------------------------------------- | --------------- | ---------- | --- |
| Godzina: 20:30 | K.A. Reddick (EQ) 17:30 S.M. Maxwell (EQ) 18:44 K.A. Reddick (PP) 43:58 K.A. Reddick (EQ) 59:38 | (2:0, 0:0, 2:0) |            | Widzów: 4440 Sędzia główny: Andris Ansons Jurij Oskirko Sędziowie liniowi: Timo Heinonen Anders Nyqvist |
| Godzina: 20:30 | 10 min kar                                                                                      |                 | 26 min kar | Widzów: 4440 Sędzia główny: Andris Ansons Jurij Oskirko Sędziowie liniowi: Timo Heinonen Anders Nyqvist |

| 11 lutego 2015 | Kazachstan | 4:1 | Japonia | Pabellón de Mulhacen, Granada |

| Szczegóły      | Szczegóły                                                                                           | Szczegóły       | Szczegóły            | Szczegóły                                                                                      |
| -------------- | --------------------------------------------------------------------------------------------------- | --------------- | -------------------- | ---------------------------------------------------------------------------------------------- |
| Godzina: 20:30 | J. Popowicz (PP) 07:46 M. Kaczulin (EQ) 10:10 W. Jełakow (EQ) 46:17 W. Griebienszczikow (SH1) 58:55 | (2:0, 0:1, 2:0) | 26:52 (EQ) S. Tateda | Widzów: 300 Sędzia główny: Lassi Heikkinen Tomas Horak Sędziowie liniowi: Liu Ren Park Jun-soo |
| Godzina: 20:30 | 33 min kar                                                                                          |                 | 28 min kar           | Widzów: 300 Sędzia główny: Lassi Heikkinen Tomas Horak Sędziowie liniowi: Liu Ren Park Jun-soo |

### Półfinały
| 13 lutego 2015 | Rosja | 3:2 pk. | Kanada | Palacio Municipal de Deportes de Granada, Granada |

| Szczegóły      | Szczegóły                                                                 | Szczegóły                 | Szczegóły                                        | Szczegóły |
| -------------- | ------------------------------------------------------------------------- | ------------------------- | ------------------------------------------------ | --- |
| Godzina: 17:00 | I. Pietriakow (EQ) 03:40 T. Szyngariew (EQ) 48:11 S. Barbaszew (SO) 65:00 | (1:0, 0:1, 1:1, 0:0, 1:0) | 23:01 (PP) L.S.J. Koper 41:25 (PP2) C.J. Collins | Widzów: 4000 Sędzia główny: Patric Bjalkander Lassi Heikkinen Sędziowie liniowi: Timo Heinonen Anders Nyqvist |
| Godzina: 17:00 | 14 min kar                                                                |                           | 14 min kar                                       | Widzów: 4000 Sędzia główny: Patric Bjalkander Lassi Heikkinen Sędziowie liniowi: Timo Heinonen Anders Nyqvist |

| 13 lutego 2015 | Czechy | 1:2 | Kazachstan | Palacio Municipal de Deportes de Granada, Granada |

| Szczegóły      | Szczegóły             | Szczegóły       | Szczegóły                                      | Szczegóły |
| -------------- | --------------------- | --------------- | ---------------------------------------------- | --- |
| Godzina: 20:30 | P. Skoloud (EQ) 51:18 | (0:1, 0:1, 1:0) | 12:16 (EQ) A. Ancifierow 28:17 (EQ) P. Ziatkow | Widzów: 2400 Sędzia główny: Michael Campbell Jurij Oskirko Sędziowie liniowi: Flavio Ambrosetti Nathan Vanoosten |
| Godzina: 20:30 | 14 min kar            |                 | 12 min kar                                     | Widzów: 2400 Sędzia główny: Michael Campbell Jurij Oskirko Sędziowie liniowi: Flavio Ambrosetti Nathan Vanoosten |

### Mecz o trzecie miejsce
| 14 lutego 2015 | Kanada | 6:2 | Czechy | Palacio Municipal de Deportes de Granada, Granada |

| Szczegóły      | Szczegóły | Szczegóły       | Szczegóły                                   | Szczegóły |
| -------------- | --- | --------------- | ------------------------------------------- | --- |
| Godzina: 12:00 | K.J. King (EQ) 08:34 C.J.A. Fowlie (EQ) 14:50 C.J. Collins (EQ) 46:38 S.M. Maxwell (EQ) 47:17 C.J. Collins (PP) 52:23 K.J. King (SH1) 57:32 | (2:0, 0:1, 4:1) | 23:49 (EQ) M. Valasek 42:42 (SH1) D. Arnost | Widzów: 700 Sędzia główny: Andris Ansons Jurij Oskirko Sędziowie liniowi: Gjermund Lorentsen Bakli Park Jun-soo |
| Godzina: 12:00 | 16 min kar |                 | 14 min kar                                  | Widzów: 700 Sędzia główny: Andris Ansons Jurij Oskirko Sędziowie liniowi: Gjermund Lorentsen Bakli Park Jun-soo |

### Finał
| 14 lutego 2015 | Rosja | 3:1 | Kazachstan | Palacio Municipal de Deportes de Granada, Granada |

| Szczegóły      | Szczegóły                                                                  | Szczegóły       | Szczegóły           | Szczegóły |
| -------------- | -------------------------------------------------------------------------- | --------------- | ------------------- | --- |
| Godzina: 16:00 | T. Szyngariew (EQ) 02:36 J. Kriwczenko (EQ) 13:31 A. Torczeniuk (EQ) 29:31 | (2:0, 1:0, 0:1) | 43:12 (EQ) R. Safin | Widzów: 5500 Sędzia główny: Michael Campbell Lassi Heikkinen Sędziowie liniowi: Anders Nyqvist Nathan Vanoosten |
| Godzina: 16:00 | 6 min kar                                                                  |                 | 4 min kar           | Widzów: 5500 Sędzia główny: Michael Campbell Lassi Heikkinen Sędziowie liniowi: Anders Nyqvist Nathan Vanoosten |